# Kalskärs grunden, Gustavs
Kalskärs grunden, finska: Tiiraletto, är öar i Finland. De ligger i Skärgårdshavet och i kommunen Gustavs i landskapet Egentliga Finland, i den sydvästra delen av landet. Öarna ligger omkring 44 kilometer väster om Åbo och omkring 190 kilometer väster om Helsingfors.
Arean för den av öarna koordinaterna pekar på är 0,3 hektar och dess största längd är 90 meter i sydöst-nordvästlig riktning. Närmaste större samhälle är Tövsala, 14,0 km nordost om Kalskärs grunden.

## Klimat
Inlandsklimat råder i trakten. Årsmedeltemperaturen i trakten är 4 °C. Den varmaste månaden är augusti, då medeltemperaturen är 16 °C, och den kallaste är februari, med −8 °C.